# Rüderswil
Rüderswil ist eine Einwohnergemeinde im Schweizer Kanton Bern. Sie gehört zum Verwaltungskreis Emmental.
Unter dem gleichen Namen existiert auch eine Kirchgemeinde der Reformierten Kirchen Bern-Jura-Solothurn. Eine Burgergemeinde gibt es nicht.

## Geschichte
Rüderswil ist eine alemannische Siedlung und erhielt ihren heutigen Namen in der Zeit der fränkischen Herrschaft im 8./9. Jahrhundert. Der Name ist auf den Sippenältesten Ruodheri zurückzuführen.

## Geographie und Bevölkerung
Rüderswil liegt im Emmental mit seinen Flüssen Emme und Ilfis. Die Nachbargemeinden von Norden beginnend im Uhrzeigersinn sind Lützelflüh, Trachselwald, Lauperswil, Landiswil und Hasle bei Burgdorf. Die Gemeinde besteht aus den Orten Rüderswil und Schwanden und aus Teilen der Orte Zollbrück und Ranflüh. Ende 2015 lebten 2364 Personen in der Gemeinde, davon 93 Ausländer. Zollbrück im Südosten der Gemeinde ist mit Lauperswil zusammengewachsen und mittlerweile grösser als der Ort Rüderswil. Die Bemühungen um eine Fusion mit der Gemeinde Lauperswil scheiterten im Mai 2009 an der Ablehnung durch Lauperswil.

## Politik
Gemeindepräsident ist Roland Rothenbühler (SVP).
Die Stimmenanteile der Parteien anlässlich der Nationalratswahl 2023 betrugen: SVP 52,5 % (−0,2 %), Mitte 13,8 % (−1,2 %), EDU 9,4 % (+4,4 %), SP 6,6 % (−0,2 %), glp 5,1 % (+0,6 %), GPS 4,3 % (−1,4 %), EVP 3,2 % (+0,2 %), FDP 2,5 % (−0,6 %).

## Persönlichkeiten
- Niklaus Leuenberger († 1653), Anführer im Bauernkrieg, in Rüderswil geboren
- Gottlieb Jakob Kuhn  (1775–1849), Pfarrer in Rüderswil, Volksliederdichter
- Johann Büttikofer (1850–1927), Zoologe, in Rüderswil geboren
- Carl Moser (1867–1959), Agraringenieur, Direktor der Landwirtschaftsschule Rütti und Politiker, in Rüderswil geboren
- Marco Mucha (* 1954), Künstler, arbeitet in Rüderswil.[6]
- Hans Grunder (* 1956), Politiker (BDP), in Rüderswil geboren

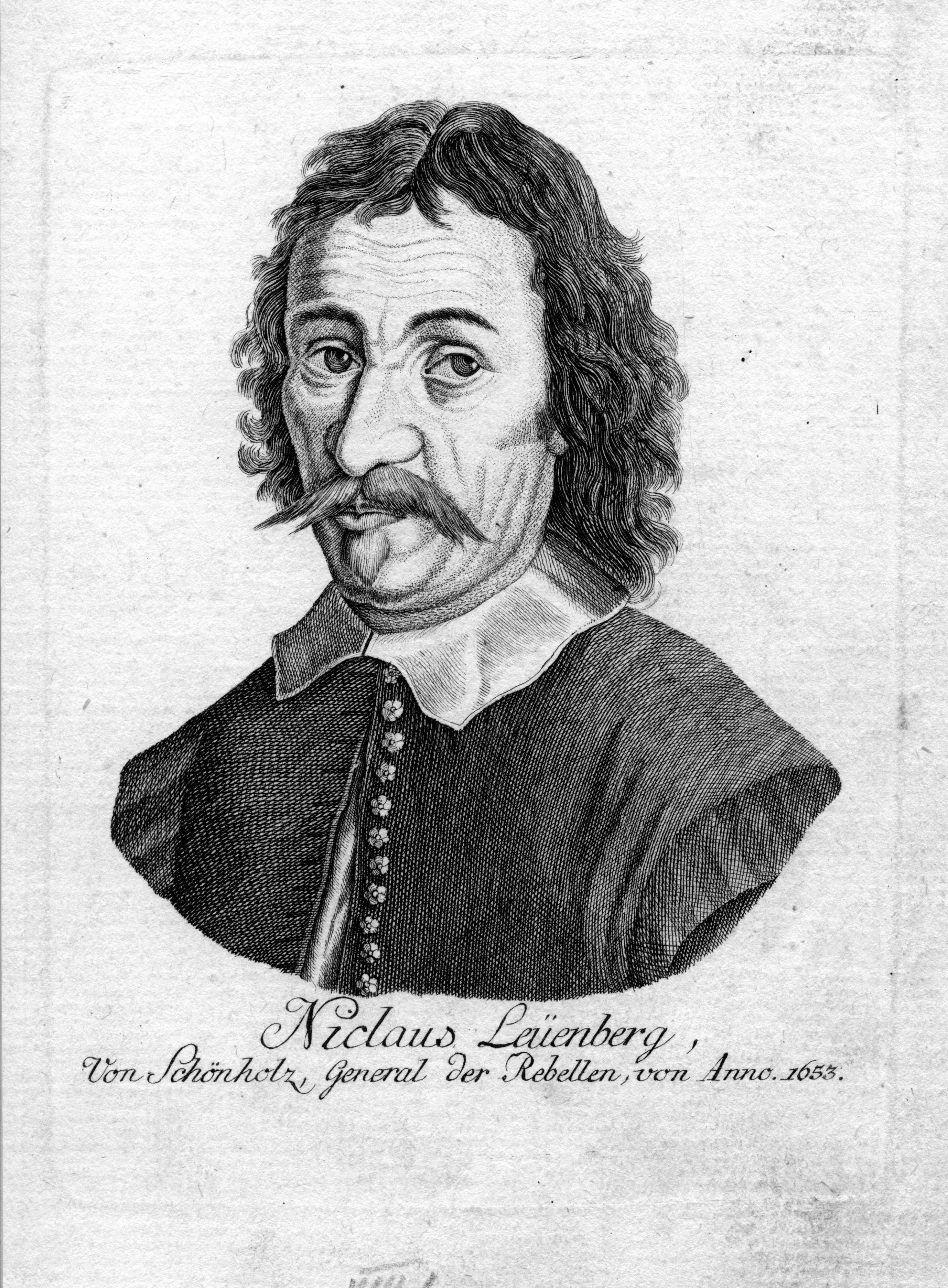
Niklaus Leuenberger
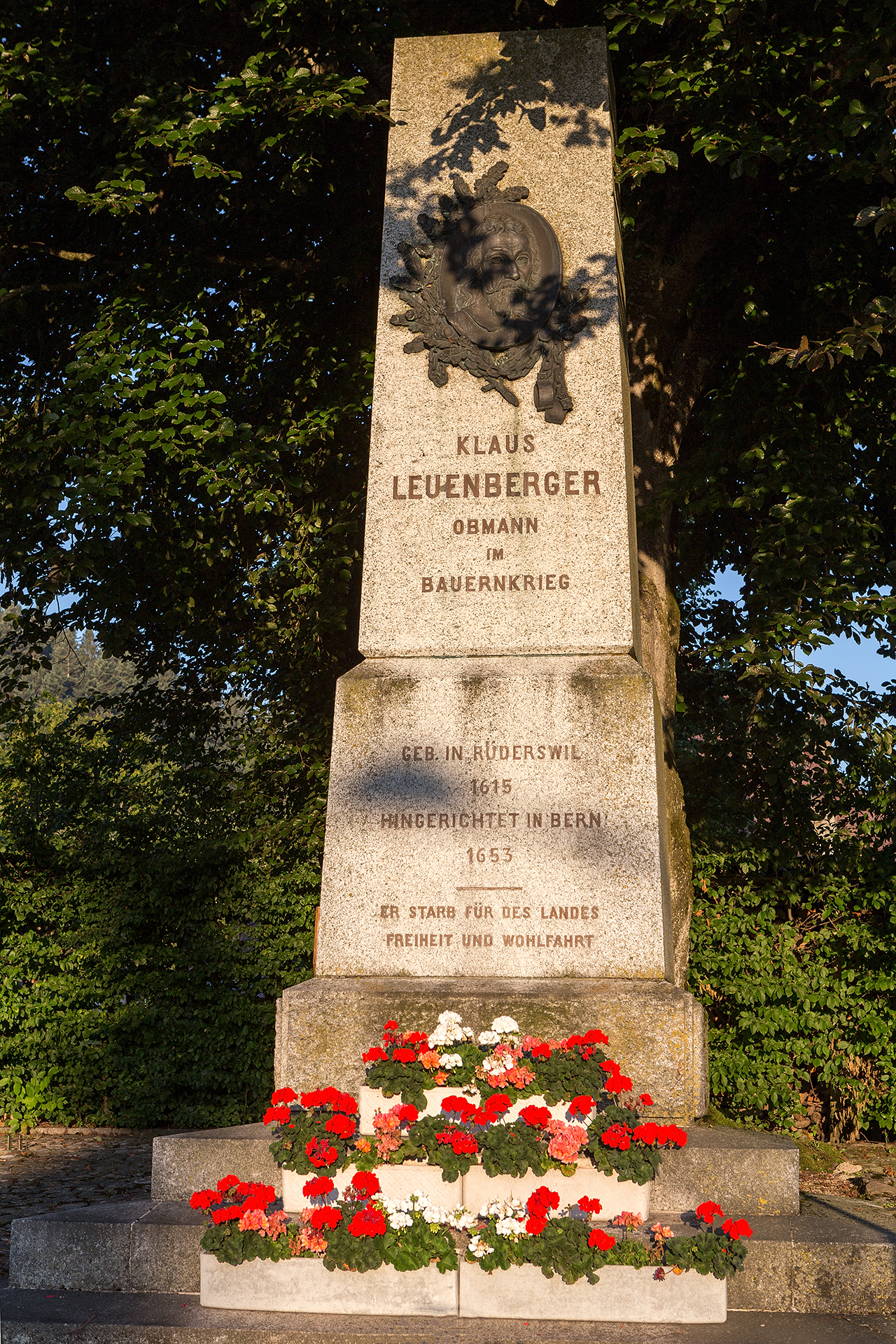
Denkmal Klaus Leuenberger
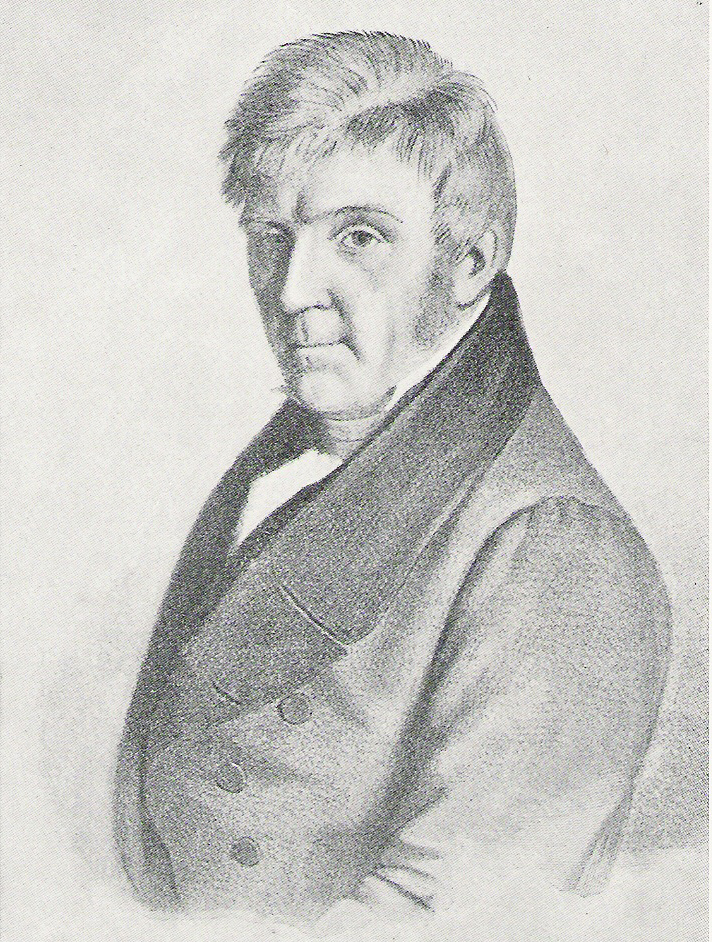
Gottlieb Jakob Kuhn
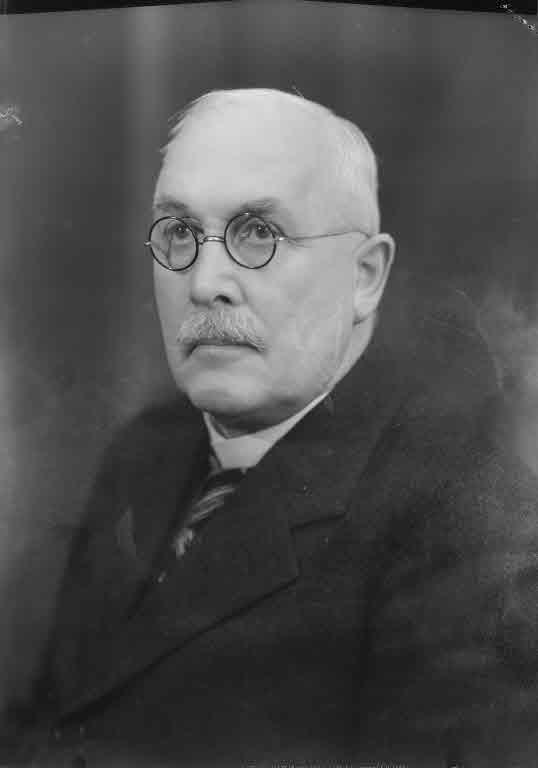
Carl Moser

## Bilder

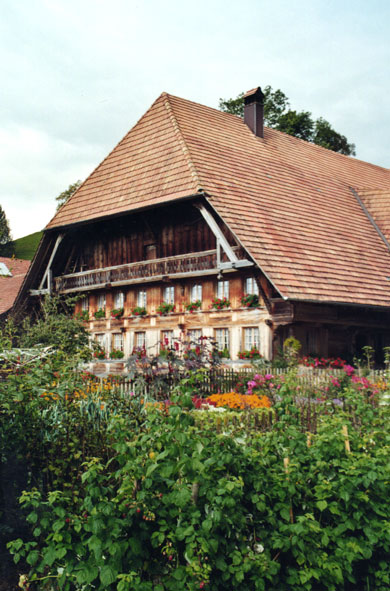
Bauernhaus im Ried, Zollbrück
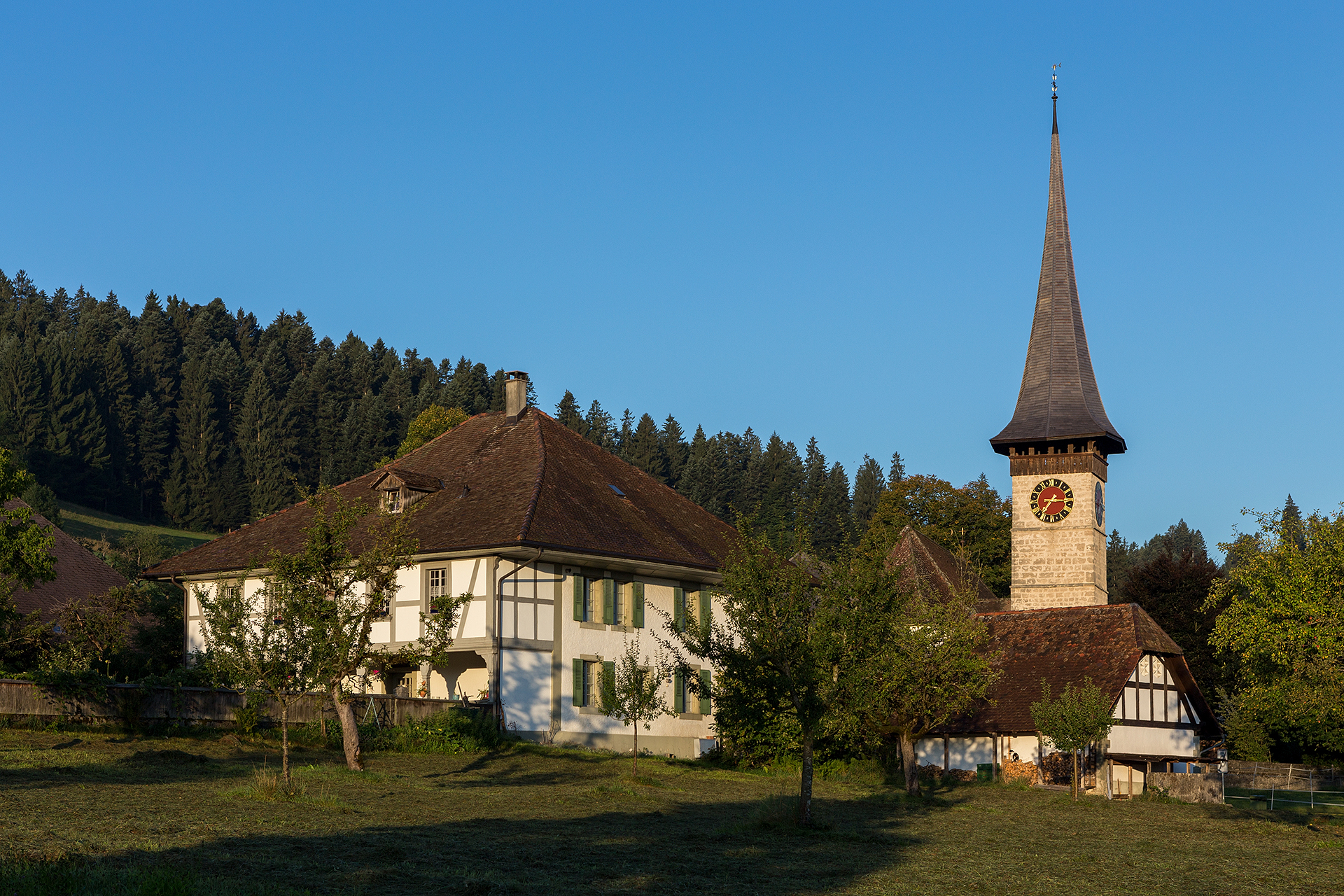
Pfarrhaus, Kirche, Ofenhaus
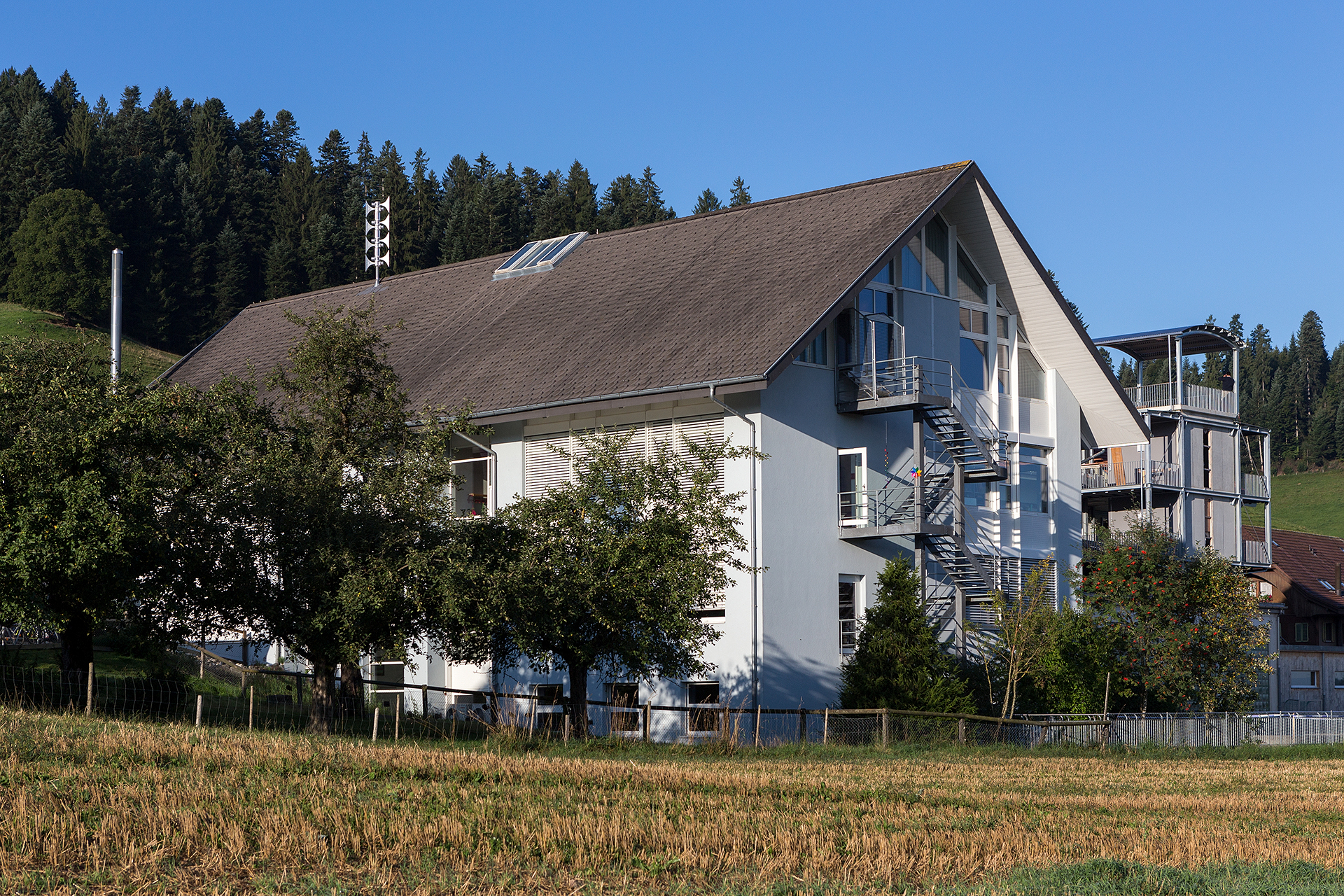
Schulhaus
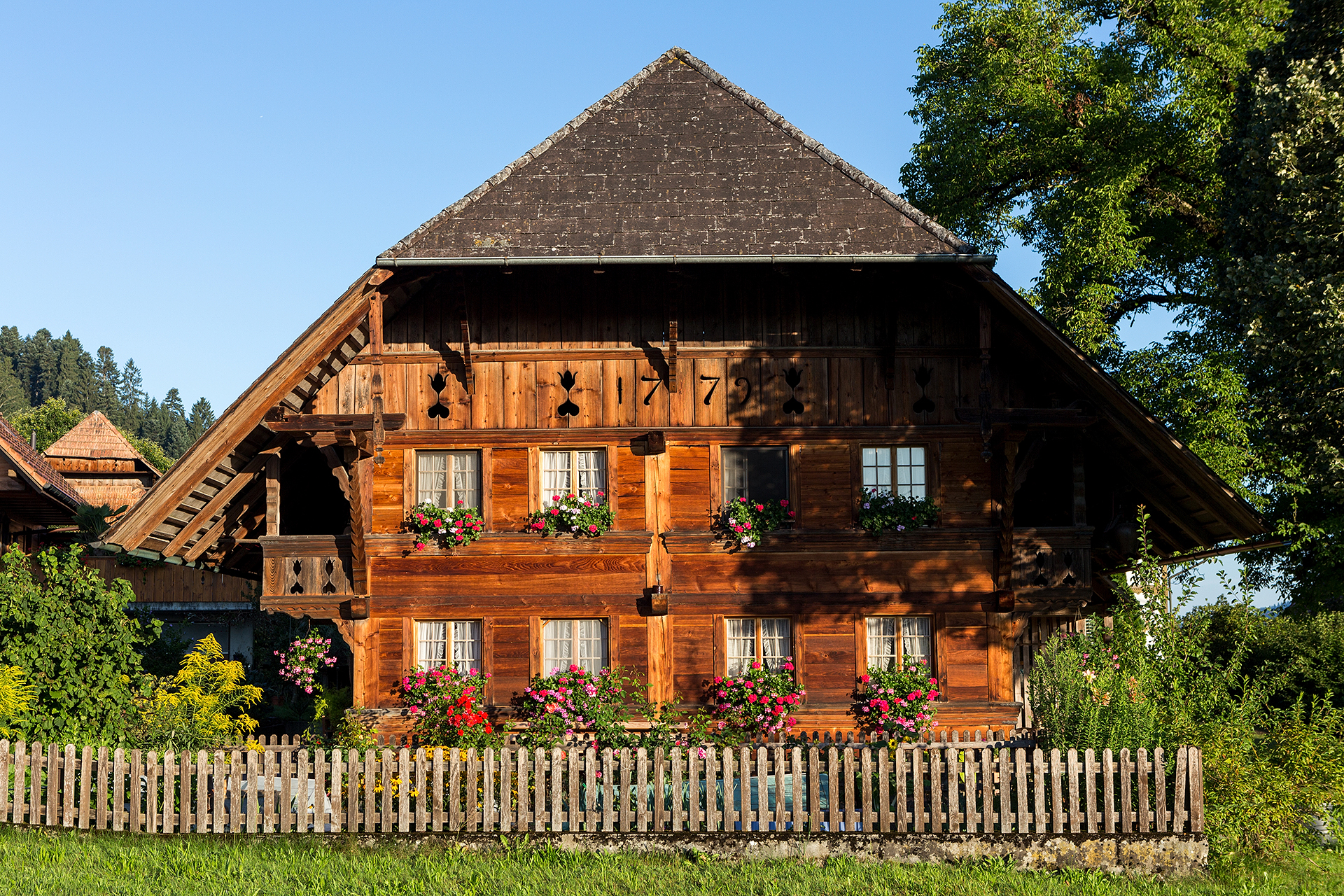
Bauernhaus, 1779
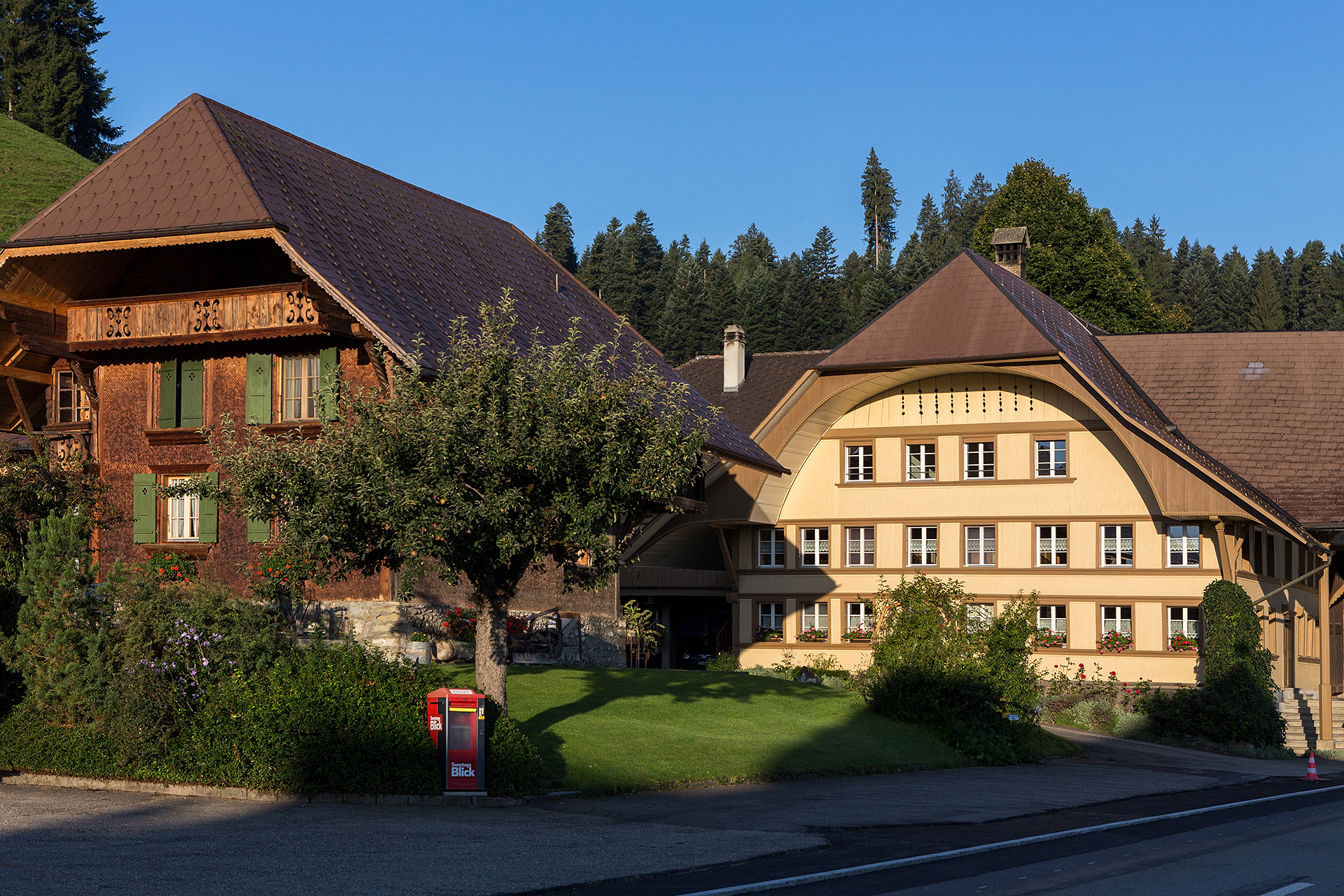
Ehemaliger Gasthof Löwen
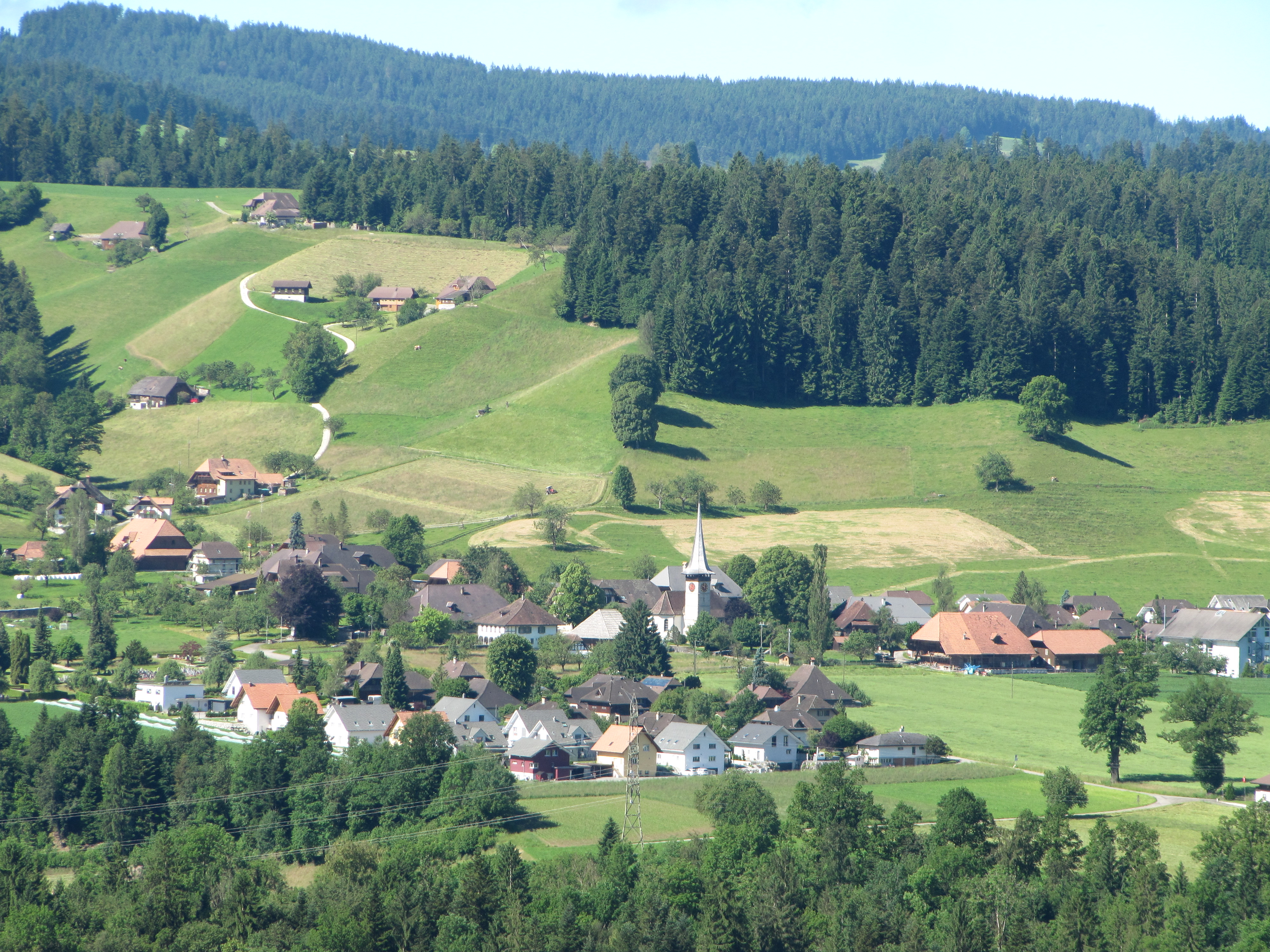
Dorf Rüderswil